# 13.ª etapa da Volta a Espanha de 2020
A 13.ª etapa da Volta a Espanha de 2020 teve lugar a 3 de novembro de 2020 consistindo numa contrarrelógio individual entre Muros e Mirador de Ézaro (Dumbría) sobre um percurso de 33,7 km e foi vencida pelo esloveno Primož Roglič da equipa Jumbo-Visma, conseguindo assim somar seu quarto triunfo de etapa e recuperar a liderança.

## Classificação da etapa
| \| Classificação por etapas \| Classificação por etapas \| Classificação por etapas \| Classificação por etapas \| Classificação por etapas \| \| Ciclista \| Ciclista \| Equipe \| Tempo \| \| \| ------------------------ \| ------------------------ \| ------------------------ \| ------------------------ \| ------------------------ \| \| 1. \| Primož Roglič \| Jumbo-Visma \| 46m39s \| \| \| 2. \| William Barta \| CCC Team \| + 1s \| \| \| 3. \| Nelson Oliveira \| Movistar Team \| + 10s \| \| \| 4. \| Hugh Carthy \| EF Pro Cycling \| + 25s \| \| \| 5. \| Bruno Armirail \| Groupama-FDJ \| + 41s \| \| \| 6. \| Mattia Cattaneo \| Deceuninck-Quick Step \| + 46s \| \| \| 7. \| Richard Carapaz \| Ineos Grenadiers \| + 49s \| \| \| 8. \| Rémi Cavagna \| Deceuninck-Quick Step \| + 58s \| \| \| 9. \| David de la Cruz \| UAE Team Emirates \| + 59s \| \| \| 10. \| Jasha Sütterlin \| Team Sunweb \| + 1m07s \| \| |                  |                       |         |
| |                  |                       |         |
| Fonte: ProCyclingStats |                  |                       |         |
| Classificação por etapas |                  |                       |         |
| Ciclista | Ciclista         | Equipe                | Tempo   |
| 1. | Primož Roglič    | Jumbo-Visma           | 46m39s  |
| 2. | William Barta    | CCC Team              | + 1s    |
| 3. | Nelson Oliveira  | Movistar Team         | + 10s   |
| 4. | Hugh Carthy      | EF Pro Cycling        | + 25s   |
| 5. | Bruno Armirail   | Groupama-FDJ          | + 41s   |
| 6. | Mattia Cattaneo  | Deceuninck-Quick Step | + 46s   |
| 7. | Richard Carapaz  | Ineos Grenadiers      | + 49s   |
| 8. | Rémi Cavagna     | Deceuninck-Quick Step | + 58s   |
| 9. | David de la Cruz | UAE Team Emirates     | + 59s   |
| 10. | Jasha Sütterlin  | Team Sunweb           | + 1m07s |

## Classificações ao final da etapa

### Classificação geral
| \| Classificação geral \| Classificação geral \| Classificação geral \| Classificação geral \| Classificação geral \| \| Ciclista \| Ciclista \| Equipe \| Tempo \| \| \| ------------------- \| ------------------- \| ---------------------- \| ------------------- \| ------------------- \| \| 1. \| Primož Roglič \| Jumbo-Visma \| 49h16m16s \| \| \| 2. \| Richard Carapaz \| Ineos Grenadiers \| + 39s \| \| \| 3. \| Hugh Carthy \| EF Pro Cycling \| + 47s \| \| \| 4. \| Daniel Martin \| Israel Start-Up Nation \| + 1m42s \| \| \| 5. \| Enric Mas \| Movistar Team \| + 3m23s \| \| \| 6. \| Wout Poels \| Bahrain McLaren \| + 6m15s \| \| \| 7. \| Felix Großschartner \| Bora-Hansgrohe \| + 7m14s \| \| \| 8. \| Alejandro Valverde \| Movistar Team \| + 8m39s \| \| \| 9. \| Aleksandr Vlasov \| Astana \| + 8m48s \| \| \| 10. \| David de la Cruz \| UAE Team Emirates \| + 9m23s \| \| |                     |                        |           |
| |                     |                        |           |
| Fonte: ProCyclingStats |                     |                        |           |
| Classificação geral |                     |                        |           |
| Ciclista | Ciclista            | Equipe                 | Tempo     |
| 1. | Primož Roglič       | Jumbo-Visma            | 49h16m16s |
| 2. | Richard Carapaz     | Ineos Grenadiers       | + 39s     |
| 3. | Hugh Carthy         | EF Pro Cycling         | + 47s     |
| 4. | Daniel Martin       | Israel Start-Up Nation | + 1m42s   |
| 5. | Enric Mas           | Movistar Team          | + 3m23s   |
| 6. | Wout Poels          | Bahrain McLaren        | + 6m15s   |
| 7. | Felix Großschartner | Bora-Hansgrohe         | + 7m14s   |
| 8. | Alejandro Valverde  | Movistar Team          | + 8m39s   |
| 9. | Aleksandr Vlasov    | Astana                 | + 8m48s   |
| 10. | David de la Cruz    | UAE Team Emirates      | + 9m23s   |

### Classificação por pontos
| Classificação por pontos | Classificação por pontos | Classificação por pontos | Classificação por pontos | Classificação por pontos |
| Ciclista                 | Ciclista                 | Equipe                   | Pontos                   |                          |
| ------------------------ | ------------------------ | ------------------------ | ------------------------ | ------------------------ |
| 1.                       | Primož Roglič            | Jumbo-Visma              | 172 pts                  |                          |
| 2.                       | Richard Carapaz          | Ineos Grenadiers         | 113 pts                  |                          |
| 3.                       | Daniel Martin            | Israel Start-Up Nation   | 103 pts                  |                          |
| 4.                       | Hugh Carthy              | EF Pro Cycling           | 89 pts                   |                          |
| 5.                       | Guillaume Martin         | Cofidis                  | 74 pts                   |                          |
| 6.                       | Enric Mas                | Movistar Team            | 66 pts                   |                          |
| 7.                       | Felix Großschartner      | Bora-Hansgrohe           | 60 pts                   |                          |
| 8.                       | Marc Soler               | Movistar Team            | 57 pts                   |                          |
| 9.                       | Aleksandr Vlasov         | Astana                   | 57 pts                   |                          |
| 10.                      | Michael Woods            | EF Pro Cycling           | 52 pts                   |                          |

### Classificação da montanha
| Classificação da montanha | Classificação da montanha | Classificação da montanha | Classificação da montanha | Classificação da montanha |
| Ciclista                  | Ciclista                  | Equipe                    | Pontos                    |                           |
| ------------------------- | ------------------------- | ------------------------- | ------------------------- | ------------------------- |
| 1.                        | Guillaume Martin          | Cofidis                   | 76 pts                    |                           |
| 2.                        | Richard Carapaz           | Ineos Grenadiers          | 30 pts                    |                           |
| 3.                        | Sepp Kuss                 | Jumbo-Visma               | 27 pts                    |                           |
| 4.                        | Primož Roglič             | Jumbo-Visma               | 24 pts                    |                           |
| 5.                        | Tim Wellens               | Lotto-Soudal              | 22 pts                    |                           |
| 6.                        | Hugh Carthy               | EF Pro Cycling            | 21 pts                    |                           |
| 7.                        | Daniel Martin             | Israel Start-Up Nation    | 20 pts                    |                           |
| 8.                        | Aleksandr Vlasov          | Astana                    | 18 pts                    |                           |
| 9.                        | Michael Storer            | Team Sunweb               | 17 pts                    |                           |
| 10.                       | Michael Woods             | EF Pro Cycling            | 16 pts                    |                           |

### Classificação dos jovens
| Classificação dos jovens | Classificação dos jovens | Classificação dos jovens | Classificação dos jovens | Classificação dos jovens |
| Ciclista                 | Ciclista                 | Equipe                   | Tempo                    |                          |
| ------------------------ | ------------------------ | ------------------------ | ------------------------ | ------------------------ |
| 1.                       | Enric Mas                | Movistar Team            | 49h19m39s                |                          |
| 2.                       | Aleksandr Vlasov         | Astana                   | + 5m25s                  |                          |
| 3.                       | David Gaudu              | Groupama-FDJ             | + 7m22s                  |                          |
| 4.                       | Georg Zimmermann         | CCC Team                 | + 35m17s                 |                          |
| 5.                       | William Barta            | CCC Team                 | + 40m48s                 |                          |
| 6.                       | Gino Mäder               | NTT Pro Cycling          | + 42m21s                 |                          |
| 7.                       | Kobe Goossens            | Lotto-Soudal             | + 42m32s                 |                          |
| 8.                       | Clément Champoussin      | AG2R La Mondiale         | + 1h09m48s               |                          |
| 9.                       | Andrea Bagioli           | Deceuninck-Quick Step    | + 1h13m15s               |                          |
| 10.                      | Juan Pedro López         | Trek-Segafredo           | + 1h17m28s               |                          |

### Classificação por equipas
| Classificação por equipes | Classificação por equipes | Classificação por equipes | Classificação por equipes |
| Equipe                    | Equipe                    | Tempo                     |                           |
| ------------------------- | ------------------------- | ------------------------- | ------------------------- |
| 1.                        | Movistar Team             | 148h09m15s                |                           |
| 2.                        | Jumbo-Visma               | + 3m50s                   |                           |
| 3.                        | Astana                    | + 33m52s                  |                           |
| 4.                        | UAE Team Emirates         | + 50m29s                  |                           |
| 5.                        | Mitchelton-Scott          | + 54m40s                  |                           |
| 6.                        | Cofidis                   | + 1h19m16s                |                           |
| 7.                        | Ineos Grenadiers          | + 1h53m15s                |                           |
| 8.                        | Groupama-FDJ              | + 2h15m33s                |                           |
| 9.                        | CCC Team                  | + 2h20m19s                |                           |
| 10.                       | EF Pro Cycling            | + 2h27m41s                |                           |

## Abandonos
Nenhum.